# جوشوا كلايتون
جوشوا كلايتون (بالإنجليزية: Joshua Clayton) هو طبيب وقاضي وسياسي أمريكي، ولد في 20 يوليو 1744 بوايومنغ في الولايات المتحدة، وتوفي في 11 أغسطس 1798 بفيلادلفيا في الولايات المتحدة بسبب حمى صفراء. حزبياً، نشط في الحزب الفيدرالي الأمريكي. وقد انتخب حاكم ولاية ديلاوير ‏ (2 يونيو 1789 – 19 يناير 1796) وانتخب عضو مجلس الشيوخ الأمريكي.